# Виленский, Семён Самуилович
Семён Самуи́лович Ви́ленский (13 июня 1928, Москва — 23 апреля 2016, там же) — узник Берлага, поэт, мемуарист и издатель. Основатель и глава историко-литературного общества «Возвращение» и журнала узников тоталитарных систем «Воля».

## Биография
Родился в 1928 году в Москве. В 1945 году экстерном окончил школу, поступил на филологический факультет МГУ. В 1946 году перевёлся во Львовский университет.
В 1948 году был арестован по обвинению в антисоветской агитации и террористических намерениях, поводом послужили стихи, содержавшие критику Сталина. Около года находился под следствием — вначале содержался на Лубянке, затем переведён в особорежимную Сухановскую тюрьму, где провёл около 100 дней. В 1949 году осуждён по 58-й статье (пп. 58-10, 58-8/17) Особым совещанием на 10 лет лагерей. Основную часть срока отбывал в Берлаге на Колыме (з/к «№ И1-620»).
Освобождён в 1955 году. Реабилитирован в 1956-м.

## Литературная работа и общественная деятельность
После лагеря занимался литературным трудом. Первая стихотворная публикация состоялась в 1957 году в еженедельной газете «Неделя».
Со второй половины 1950-х годов С. С. Виленский собирал архив воспоминаний узников ГУЛАГа.
В 1962 году на несколько месяцев уехал на Колыму в качестве корреспондента «Литературной газеты». В 1963 году вместе с бывшими солагерниками Б. Бабиной, З. Гандлевской, П. Мясниковой, И. Алексахиным создал Колымское товарищество, объединявшее литераторов, прошедших концлагеря, и впоследствии ставшее Московским историко-литературным обществом «Возвращение» (официально зарегистрировано в 1990 году). Издательская деятельность общества посвящена тоталитарным режимам. К середине 2010 годов выпущено свыше сотни книжных изданий, выпускается также журнал узников тоталитарных систем «Воля».
На основе выпущенных «Возвращением» книг поставлен спектакль «Дороги, которые мы не выбирали». Общество награждено Золотой Пушкинской медалью творческих союзов России — за сохранение исторической памяти.
С. С. Виленский был главным редактором издательства «Возвращение» и журнала «Воля», составителем антологий и сборников произведений узников ГУЛАГа и документальных материалов, хрестоматии для старшеклассников «Есть всюду свет…: Человек в тоталитарном обществе» (2000—2001), посвящённой противостоянию несвободе. Организатор четырёх международных конференций «Сопротивление в ГУЛАГе» (1992—2002).
Автор стихотворных сборников «Каретный ряд» (1992) и «Широкий день» (2006), мемуарных книг «Вопросы есть?» (2006) и «Стыковка лет» (2011).
Несколько стихотворений С. Виленского положены на музыку Г. В. Свиридовым («Памяти Хулиана Гримау» и «Утренняя песенка»).

По оценке литературоведа и критика А. Л. Зорина, 
Виленский мастер мимолетных наблюдений, смысл которых превышает видимые границы. <…> Мельком брошенный взгляд наводит читателя на далеко идущие выводы. <…> Семён Виленский — поэт, что сказалось и на его прозе. Она живописна и лирически точна. Но, кроме того, неожиданные ассоциативные ходы часто сближают её с поэтическим текстом. Он как будто мыслит строфами.
Собиравшийся более полувека архив передан С. С. Виленским в Музей истории ГУЛАГа.
Похоронен в Москве на Востряковском кладбище.

## Краткая библиография
- Виленский С. С. Каретный ряд : стихи. — М.: Возвращение, 1992. — 37 с. — (Поэты — узники ГУЛАГа. Малая сер.; № 11). — 500 экз. — ISBN 5-7157-0078-7.
- Виленский С. С. Широкий день : стихотворения. — М.: Возвращение, 2006. — 168 с. — ISBN 5-7157-0205-4.
- Виленский С. С. Вопросы есть?. — М.: Возвращение, 2006. — 256 с. — ISBN 5-7157-0206-2.
- Виленский С. С. Стыковка лет. — М.: Возвращение, 2011. — 248 с. — 3000 экз. — ISBN 978-5-7157-0257-7.